# قائمة قرارات الأمم المتحدة بشأن فلسطين

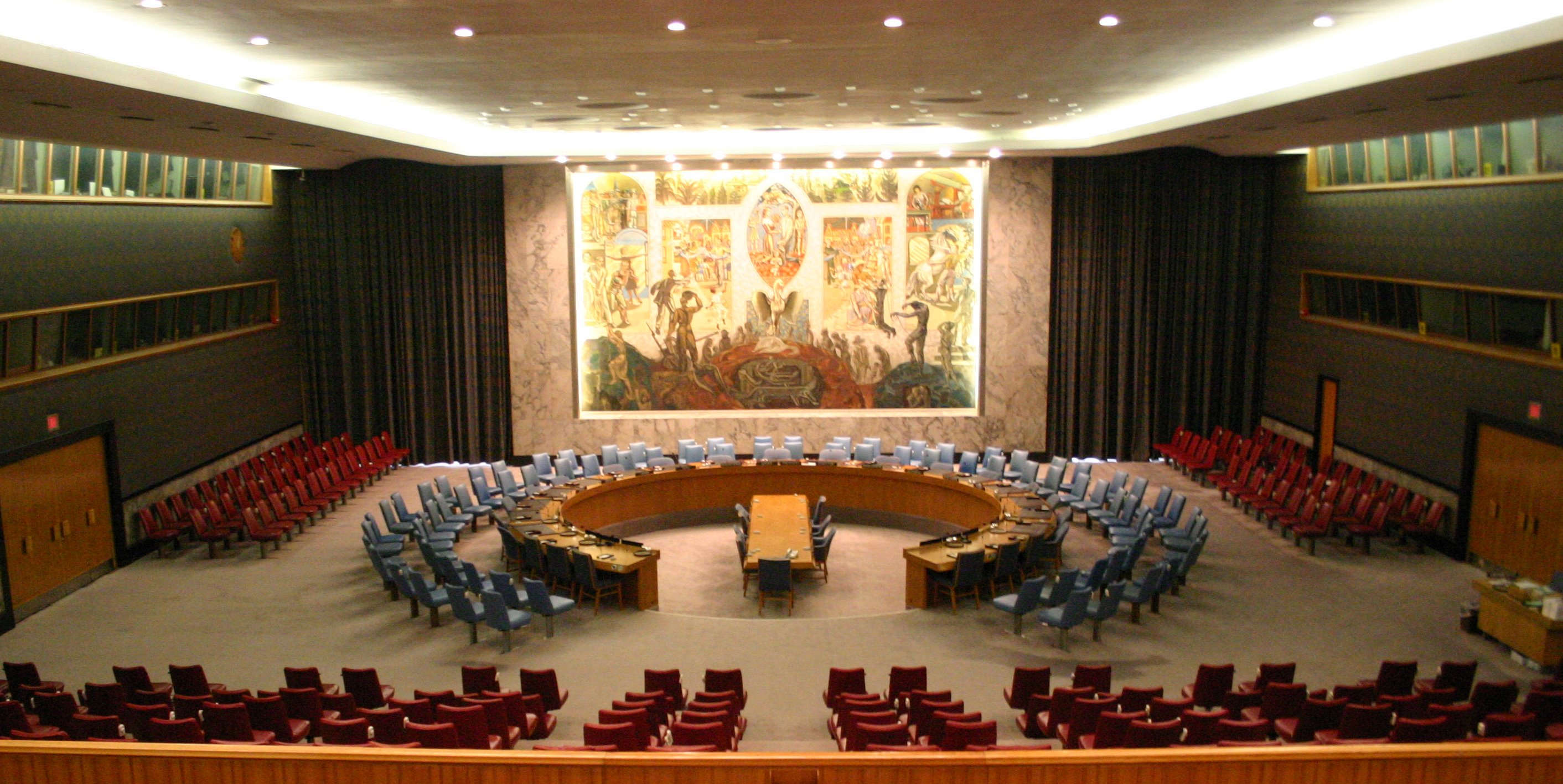
قاعة مجلس الأمن التابع للأمم المتحدة في نيويورك.

فيما يلي قائمة قرارات الأمم المتحدة بشأن دولة فلسطين. في الفترة من عام 1967 إلى عام 1989، اعتمد مجلس الأمن التابع للأمم المتحدة 131 قرارًا يعالج بشكل مباشر الصراع العربي الإسرائيلي، وكثيرٌ منها يتعلق بالفلسطينيين؛ ومنذ عام 2012م، صدر عدد من القرارات التي تتناول بصورة مباشرة دولة فلسطين الحديثة. تعتمد الجمعية العامة للأمم المتحدة القرارات أيضًا.

## قرارات الجمعية العامة للأمم المتحدة
- 1947:
  - 29 نوفمبر: القرار 181: التوصية بتقسيم فلسطين الانتدابية إلى دولتين عربية ويهودية، والوضع الدولي لمدينة القدس.
- 1948:
  - 19 نوفمبر: القرار 212: تقديم المساعدة إلى اللاجئين الفلسطينيين.
  - 11 ديسمبر: القرار 194: إنشاء لجنة للتوفيق؛ حماية وحرية الوصول إلى القدس والأماكن المقدسة الأخرى.؛ وتقرر السماح للاجئين الراغبين في العودة إلى ديارهم والعيش بسلام مع جيرانهم بالقيام بذلك في أقرب وقت ممكن عمليًا، ومنح تعويضات عن ممتلكات الذين يختارون عدم العودة وانه يجب دفع تعويضات عن ممتلكات الذين يختارون عدم العودة وعن فقدان أو تلف الممتلكات التي بموجب مبادئ القانون الدولي أو الإنصاف، ينبغي أن تكون الحكومات أو السلطات مسؤولة عن ذلك.
- 1949:
  - 8 ديسمبر: القرار 302(4): تقديم المساعدة إلى اللاجئين الفلسطينيين.
  - 9 ديسمبر: القرار 303(4): النظام الدولي للقدس
  - 10 ديسمبر: القرار 356: القدس
- 1950:
  - 2 ديسمبر: القرار 393: تقديم المساعدة إلى اللاجئين الفلسطينيين.
  - 14 ديسمبر: القرار 394 (5): يدعو إلى مفاوضات سلام عربية إسرائيلية، وإيجاد حل للاجئين الفلسطينيين.
  - 14 ديسمبر: القرار 468: خفض التمويل لنظام دولي في القدس.
- 1952:
  - 26 يناير: القرار 512: تقرير لجنة التوفيق التابعة للأمم المتحدة الخاصة بفلسطين.
  - 26 يناير: القرار 513: تقديم المساعدة إلى اللاجئين الفلسطينيين.
  - 6 نوفمبر: القرار 614: تقديم المساعدة إلى اللاجئين الفلسطينيين.
  - 25 نوفمبر: القرار 660: تقرير وكالة الأمم المتحدة لإغاثة وتشغيل اللاجئين الفلسطينيين (الأونروا).
- 1953:
  - 27 نوفمبر: القرار 720: تقديم المساعدة إلى اللاجئين الفلسطينيين.
  - 27 نوفمبر: القرار 766: حسابات الأونروا.
- 1954:
  - 4 ديسمبر: القرار 818: تقديم المساعدة إلى اللاجئين الفلسطينيين.
  - 4 ديسمبر: القرار 879: حسابات الأونروا.
- 1955:
  - 3 ديسمبر: القرار 916: تقديم المساعدة إلى اللاجئين الفلسطينيين.
  - 3 ديسمبر: القرار 964: حسابات الأونروا.
- 1956:
  - 21 ديسمبر: القرار 1081: حسابات الأونروا.
- 1957:
  - 27 فبراير: القرار 1091: اللاجئين الفلسطينيين.
  - 28 فبراير: القرار 1018: اللاجئين الفلسطينيين.
  - 12 ديسمبر: القرار 1191: اللاجئين الفلسطينيين.
- 1958:
  - 12 ديسمبر: القرار 1315: اللاجئين الفلسطينيين.
- 1959:
  - 9 ديسمبر: القرار 1456: الأونروا.
- 1960:
  - 18 ديسمبر: القرار 1545: حسابات الأونروا.
- 1961:
  - 21 أبريل: القرار 1604: اللاجئين الفلسطينيين.
  - 30 أكتوبر: القرار 1636: حسابات الأونروا.
  - 20 ديسمبر: القرار 1725: اللاجئين الفلسطينيين.
- 1962:
  - 11 ديسمبر: القرار 1789: حسابات الأونروا.
  - 20 ديسمبر: القرار 1856: اللاجئون الفلسطينيون.
- 1963
  - 27 يونيو: قرار الجمعية الخاصة للأمم المتحدة 1874.
  - 27 يونيو: قرار الجمعية الخاصة للأمم المتحدة 1875.
  - 6 نوفمبر: القرار 1890-ج: حسابات الأونروا.
  - 3 ديسمبر: القرار 1912: اللاجئون الفلسطينيون.
- 1965:
  - 10 فبراير: القرار 2002: اللاجئون الفلسطينيون.
  - 13 ديسمبر: القرار 2047-ج: حسابات الأونروا.
  - 13 ديسمبر: القرار 2048-ج: حسابات الأونروا.
  - 15 ديسمبر: القرار 2052: تقرير الأونروا.
- 1966:
  - 26 أكتوبر: القرار 2139-ج: حسابات الأونروا.
  - 17 نوفمبر: القرار 2154: اللاجئون الفلسطينيون.
- 1967:
  - 4 يوليو: القرار 2252: المساعدات الإنسانية في حرب 1967.
  - 4 يوليو: القرار 2253 (دإط-5): يدين الإجراءات الإسرائيلية لتغيير وضع القدس باعتبارها غير صالحة.
  - 14 يوليو: القرار 2254: «يأسف» لإخفاق إسرائيل في الالتزام بقرار الجمعية العامة للأمم المتحدة 2253 (ES-V).
  - 21 يوليو: القرار 2256: الوضع في الشرق الأوسط.
  - 18 سبتمبر: القرار 2257: الوضع في الشرق الأوسط.
  - 16 نوفمبر: القرار 2264-د: حسابات الأونروا.
  - 19 ديسمبر: القرار 2341: اللاجئون الفلسطينيون.
- 1968:
  - 1 نوفمبر: القرار 2380-د: حسابات الأونروا.
  - 19 ديسمبر: القرار 2443: إنشاء اللجنة الخاصة للتحقيق في الممارسات الإسرائيلية التي تمس حقوق الإنسان للشعب الفلسطيني وغيره من السكان العرب في الأراضي المحتلة.
  - 19 ديسمبر: القرار 2452: تقرير الأونروا.
- 1969:
  - 5 ديسمبر: القرار 2522-د: حسابات الأونروا.
  - 10 ديسمبر: القرار 2535: تقرير الأونروا. «يؤكد من جديد» على «الحقوق غير القابلة للتصرف» للشعب الفلسطيني ويطلب من مجلس الأمن اتخاذ «إجراءات فعالة» لفرض تنفيذ قرارات الأمم المتحدة السابقة.
  - 11 ديسمبر: القرار 2546: يدين «الانتهاكات الإسرائيلية لحقوق الإنسان والحريات الأساسية» في الأراضي المحتلة
- 1970:
  - 4 نوفمبر: القرار 2628: حث على التنفيذ السريع لقرار مجلس الأمن التابع للأمم المتحدة 242 ويقر بأن «احترام حقوق الفلسطينيين عنصر لا جدال فيه في إقامة سلام عادل ودائم في الشرق الأوسط».
  - 4 ديسمبر: القرار 2653-د: حسابات الأونروا.
  - 5 ديسمبر: القرار 2727: يطالب إسرائيل بتنفيذ توصيات اللجنة الخاصة للأمم المتحدة المعنية بالتحقيق في الممارسات الإسرائيلية في الأراضي المحتلة.
  - 7 ديسمبر: القرار 2656: إنشاء مجموعة عمل لتمويل الأونروا.
  - 8 ديسمبر: القرار 2672: تقرير الأونروا.
  - 15 ديسمبر: القرار 2728: تقرير اللجنة الخاصة للتحقيق في الممارسات الإسرائيلية التي تمس حقوق الإنسان لسكان الأراضي المحتلة.
  - 16 ديسمبر: القرار 2729: تقرير مجموعة العمل حول تمويل الأونروا.
- 1971:
  - 8 نوفمبر: القرار 2756-د: حسابات الأونروا.
  - 6 ديسمبر: القرار 2791: مجموعة العمل لتمويل الأونروا.
  - 6 ديسمبر: القرار 2792: تقرير الأونروا. يدعو إلى تنفيذ قرار الجمعية العامة للأمم المتحدة 194، ويؤكد على «الحقوق غير القابلة للتصرف للشعب الفلسطيني»، ويدعو إسرائيل إلى وقف إعادة توطين سكان مخيمات اللاجئين الفلسطينيين.
  - 13 ديسمبر: القرار 2799: الوضع في الشرق الأوسط.
  - 20 ديسمبر: القرار 2851: تقرير اللجنة الخاصة للتحقيق في الممارسات الإسرائيلية التي تمس حقوق الإنسان لسكان الأراضي المحتلة. يدين الممارسات الإسرائيلية في الأراضي المحتلة.
- 1972:
  - 9 نوفمبر: القرار 2912-د: حسابات الأونروا.
  - 8 ديسمبر: القرار 2949: الوضع في الشرق الأوسط.
  - 13 ديسمبر: القرار 2963: تقرير الأونروا.
  - 13 ديسمبر: القرار 2964: فريق العمل المعني بتمويل الأونروا.
  - 15 ديسمبر: القرار 3005: تقرير اللجنة الخاصة للتحقيق في الممارسات الإسرائيلية التي تمس حقوق الإنسان لسكان الأراضي المحتلة.
- 1973:
  - 17 أكتوبر: القرار 3053-د: حسابات الأونروا.
  - 7 ديسمبر: القرار 3089: تقرير الأونروا.
  - 7 ديسمبر: القرار 3090: مجموعة العمل حول تمويل الأونروا.
  - 7 ديسمبر: القرار 3092: تقرير اللجنة الخاصة للتحقيق في الممارسات الإسرائيلية التي تمس حقوق الإنسان لسكان الأراضي المحتلة.
  - 17 ديسمبر: القرار 3175: السيادة الدائمة على الموارد الوطنية في الأراضي العربية المحتلة.
- 1974:
  - 14 أكتوبر: القرار 3210: يدعو منظمة التحرير الفلسطينية إلى المشاركة في مداولات الجمعية العامة بشأن قضية فلسطين.
  - 12 نوفمبر: القرار 3227-د: حسابات الأونروا.
  - 22 نوفمبر: القرار 3236: يعترف بحق الشعب الفلسطيني في استعادة حقوقه، بما في ذلك حق تقرير المصير وحق العودة.
  - 22 نوفمبر: القرار 3237: صفة مراقب لمنظمة التحرير الفلسطينية.
  - 29 نوفمبر: قرار 3240: تقرير اللجنة الخاصة للتحقيق في الممارسات الإسرائيلية التي تمس حقوق الإنسان لسكان الأراضي المحتلة.
  - 29 نوفمبر: القرار 3246: يؤكد شرعية المقاومة المسلحة من قبل الشعوب المضطهدة سعياً وراء حق تقرير المصير، ويدين الحكومات التي لا تدعم هذا الحق.
  - 16 ديسمبر: القرار 3330: مجموعة العمل حول تمويل الأونروا.
  - 17 ديسمبر: القرار 3331: تقرير الأونروا.
  - 17 ديسمبر: القرار 3336: السيادة الدائمة على الموارد الوطنية في الأراضي العربية المحتلة.
- 1975:
  - 30 أكتوبر: القرار 3370-ج: حسابات الأونروا.
  - 10 نوفمبر: القرار 3375: دعوة منظمة التحرير الفلسطينية للمشاركة في جهود السلام في الشرق الأوسط.
  - 10 نوفمبر: القرار 3376: تأسيس اللجنة المعنية بممارسة الشعب الفلسطيني لحقوقه غير القابلة للتصرف (CEIRPP).
  - 5 ديسمبر: القرار 3414: يطالب بفرض عقوبات اقتصادية وحظر أسلحة على إسرائيل حتى تنسحب من جميع الأراضي المحتلة عام 1967 ويمنح الفلسطينيين «حقوقهم الوطنية غير القابلة للتصرف».
  - 8 ديسمبر: القرار 3419: تقرير الأونروا.
  - 15 ديسمبر: القرار 3516: السيادة الدائمة على الموارد الوطنية في الأراضي العربية المحتلة.
  - 15 ديسمبر: القرار 3525: تقرير اللجنة الخاصة للتحقيق في الممارسات الإسرائيلية التي تمس حقوق الإنسان لسكان الأراضي المحتلة.
- 1976:
  - 23 نوفمبر: القرار 31/15: تقرير الأونروا.
  - 24 نوفمبر (نوفمبر): القرار 31/20: يعرب عن قلقه العميق من عدم التوصل إلى «حل عادل» لـ«مشكلة فلسطين»، ويشير إلى المشكلة على أنها جوهر الصراع في الشرق الأوسط، ويؤكد مجددًا على «الحقوق غير القابلة للتصرف» للفلسطينيين. الفلسطينيون بما في ذلك حق العودة والاستقلال الوطني.
  - 29 نوفمبر: القرار 31/22-و: حسابات الأونروا.
  - 9 ديسمبر: القرار 31/62: يدعو إلى عقد مؤتمر دولي للسلام في الشرق الأوسط تحت رعاية الأمم المتحدة ويشترك في رئاسته الولايات المتحدة والاتحاد السوفيتي.
  - 16 ديسمبر: القرار 31/106: تقرير اللجنة الخاصة للتحقيق في الممارسات الإسرائيلية التي تمس حقوق الإنسان في الأراضي المحتلة.
  - 21 ديسمبر: القرار 31/186: السيادة الدائمة على الموارد الوطنية في الأراضي العربية المحتلة.
- 1977:
  - 25 نوفمبر: القرار 32/20: يعيد التأكيد على الدعوات السابقة لانسحاب إسرائيلي كامل من الأراضي المحتلة وعقد مؤتمر دولي للسلام بمشاركة منظمة التحرير الفلسطينية.
  - 2 ديسمبر: القرار 32/40: يعيد التأكيد على «حقوق الشعب الفلسطيني غير القابلة للتصرف» بما في ذلك حق السيادة الوطنية وحق العودة.
  - 13 ديسمبر: القرار 32/90: تقرير الأونروا.
  - 13 ديسمبر: القرار 32/91: تقرير اللجنة الخاصة للتحقيق في الممارسات الإسرائيلية التي تمس حقوق الإنسان لسكان الأراضي المحتلة. يدعو إسرائيل إلى احترام اتفاقيات جنيف
  - 15 ديسمبر: القرار 32/111: الاحتياجات الصحية للأطفال اللاجئين الفلسطينيين.
  - 19 ديسمبر: القرار 32/161: السيادة الدائمة على الموارد الوطنية في الأراضي العربية المحتلة.
  - 19 ديسمبر: القرار 32/171: الأحوال المعيشية للشعب الفلسطيني.
  - 21 ديسمبر: القرار 32/212 - 3: تداعيات تمديد تغطية الصندوق المشترك للمعاشات التقاعدية لموظفي الأمم المتحدة إلى بعض الموظفين السابقين للخدمة مع الأونروا.
- 1978:
  - 7 ديسمبر: القرار 33/28: تقرير لجنة ممارسة الشعب الفلسطيني لحقوقه غير القابلة للتصرف (CEIRPP).
  - 7 ديسمبر: القرار 33/29: يعيد التأكيد على الدعوات السابقة لانسحاب إسرائيلي كامل من الأراضي المحتلة وعقد مؤتمر دولي للسلام بمشاركة منظمة التحرير الفلسطينية.
  - 15 ديسمبر: القرار 33/81: الاحتياجات الصحية للأطفال اللاجئين الفلسطينيين.
  - 18 ديسمبر: القرار 33/110: الأحوال المعيشية للشعب الفلسطيني.
  - 18 ديسمبر: القرار 33/112: تقرير الأونروا.
  - 18 ديسمبر: القرار 33/113: تقرير اللجنة الخاصة للتحقيق في الممارسات الإسرائيلية التي تمس حقوق الإنسان لسكان الأراضي المحتلة.
  - 20 ديسمبر: القرار 33/147: مساعدة الشعب الفلسطيني.
- 1979:
  - 16 نوفمبر: القرار 34/29: الإعراب عن القلق من إبعاد إسرائيل، بسام الشكعة، رئيس بلدية نابلس.
  - 23 نوفمبر: القرار 34/52: تقرير الأونروا.
  - 29 نوفمبر و12 ديسمبر: القرار 34/65: تقرير لجنة ممارسة الشعب الفلسطيني لحقوقه غير القابلة للتصرف (CEIRPP).
  - 6 ديسمبر: القرار 34/70: يعيد التأكيد على الدعوات السابقة لانسحاب إسرائيلي كامل من الأراضي المحتلة وعقد مؤتمر دولي للسلام بمشاركة منظمة التحرير الفلسطينية.
  - 11 ديسمبر: القرار 34/77: الدعوة إلى إنشاء منطقة خالية من الأسلحة النووية في الشرق الأوسط.
  - 12 ديسمبر: القرار 34/90: تقرير اللجنة الخاصة للتحقيق في الممارسات الإسرائيلية التي تمس حقوق الإنسان لسكان الأراضي المحتلة.
  - 14 ديسمبر: القرار 34/113: الأحوال المعيشية للشعب الفلسطيني.
  - 14 ديسمبر: القرار 34/133: مساعدة الشعب الفلسطيني.
  - 14 ديسمبر: القرار 34/136: السيادة الدائمة على الموارد الوطنية في الأراضي العربية المحتلة.
- 1980:
  - 3 نوفمبر: القرار 35/13: تقرير الأونروا.
  - 5 ديسمبر: القرار 35/75: الأحوال المعيشية للشعب الفلسطيني.
  - 5 ديسمبر: القرار 35/110: السيادة الدائمة على الموارد الوطنية في الأراضي العربية المحتلة.
  - 5 ديسمبر: القرار 35/111: مساعدة الشعب الفلسطيني.
  - 11 ديسمبر: القرار 35/122: تقرير اللجنة الخاصة للتحقيق في الممارسات الإسرائيلية التي تمس حقوق الإنسان لسكان الأراضي المحتلة.
  - 15 ديسمبر: القرار 35/169: تقرير لجنة ممارسة الشعب الفلسطيني لحقوقه غير القابلة للتصرف (CEIRPP).
  - 16 ديسمبر: القرار 35/207: يعيد التأكيد على الدعوات السابقة لانسحاب إسرائيلي كامل من الأراضي المحتلة وإقامة دولة فلسطينية.
- 1981:
  - 28 أكتوبر: القرار 36/15: يطالب إسرائيل بالكف عن أي حفريات أثرية في القدس الشرقية بشكل عام مع التركيز على جبل الهيكل.
  - 4 ديسمبر: القرار 36/70: مساعدة الشعب الفلسطيني.
  - 4 ديسمبر: القرار 36/73: الأحوال المعيشية للشعب الفلسطيني.
  - 10 ديسمبر: القرار 36/120: تقرير لجنة ممارسة الشعب الفلسطيني لحقوقه غير القابلة للتصرف (CEIRPP).
  - 16 ديسمبر: القرار 36/146: تقرير الأونروا.
  - 16 ديسمبر: القرار 36/147: تقرير اللجنة الخاصة للتحقيق في الممارسات الإسرائيلية التي تمس حقوق الإنسان لسكان الأراضي المحتلة.
  - 16 ديسمبر: القرار رقم 36/150: يطالب إسرائيل بوقف التخطيط لقناة بين البحر الميت والبحر الأبيض المتوسط.
  - 17 ديسمبر: القرار 36/173: السيادة الدائمة على الموارد الوطنية في الأراضي العربية المحتلة.
  - 17 ديسمبر: قرارا الجمعية العامة للأمم المتحدة 36/226 أ وب: يعيد التأكيد على الدعوات السابقة لانسحاب إسرائيلي كامل من الأراضي المحتلة وإقامة دولة فلسطينية.
- 1982:
  - 5 فبراير: الدورة الاستثنائية الطارئة التاسعة ES/9-1: الوضع في الأراضي العربية المحتلة.
  - 16 نوفمبر: القرار 37/18: يدين رفض إسرائيل تنفيذ قرار مجلس الأمن 487، ويطالب إسرائيل بسحب تهديدها بمهاجمة المنشآت النووية للدول المجاورة.
  - 10 ديسمبر: القرار 37/86: تقرير لجنة ممارسة الشعب الفلسطيني لحقوقه غير القابلة للتصرف (CEIRPP).
  - 10 ديسمبر: القرار 37/88: تقرير اللجنة الخاصة للتحقيق في الممارسات الإسرائيلية التي تمس حقوق الإنسان لسكان الأراضي المحتلة.
  - 16 ديسمبر: القرار 37/120: تقرير الأونروا.
  - 16 ديسمبر: القرار 37/122: يطالب إسرائيل بعدم بناء قناة بين البحر الميت والبحر الأبيض المتوسط.
  - 16 ديسمبر: القرار 37/123: إدانة مسؤولية إسرائيل المزعومة عن مجزرة صبرا وشاتيلا على يد حزب الكتائب في بيروت، لبنان. يقرر أن المذبحة كانت فعل إبادة جماعية ؛ يدين أعمال نهب التراث الثقافي الفلسطيني. يدين احتلال الضفة الغربية وغزة ومرتفعات الجولان. ويدين ضم القدس.
  - 17 ديسمبر: القرار 37/134: مساعدة الشعب الفلسطيني.
  - 17 ديسمبر: القرار 37/135: السيادة الدائمة على الموارد الوطنية في الأراضي الفلسطينية المحتلة والأراضي العربية الأخرى.
  - 20 ديسمبر: القرار 37/222: الأحوال المعيشية للشعب الفلسطيني في الأراضي الفلسطينية المحتلة.
- 1983:
  - 13 ديسمبر: القرار 38/58: تقرير لجنة ممارسة الشعب الفلسطيني لحقوقه غير القابلة للتصرف (CEIRPP).
  - 15 ديسمبر: القراران 38/79: تقرير اللجنة الخاصة للتحقيق في الممارسات الإسرائيلية التي تمس حقوق الإنسان لسكان الأراضي المحتلة.
  - 15 ديسمبر: القرار 38/83: تقرير الأونروا.
  - 15 ديسمبر: القرار 38/85: يطالب إسرائيل بعدم بناء قناة بين البحر الميت والبحر الأبيض المتوسط.
  - 19 ديسمبر: القرار 38/144: السيادة الدائمة على الموارد الوطنية في الأراضي الفلسطينية المحتلة والأراضي العربية الأخرى.
  - 19 ديسمبر: القرار 38/145: مساعدة الشعب الفلسطيني.
  - 19 ديسمبر: القرار 38/166: الأحوال المعيشية للشعب الفلسطيني في الأراضي الفلسطينية المحتلة.
  - 19 ديسمبر: القراران 38/180: يدعو كل الدول إلى تعليق أو قطع جميع العلاقات الدبلوماسية والاقتصادية والتكنولوجية مع إسرائيل. إدانة إسرائيل في مواضيع مختلفة من بينها احتلال الضفة الغربية وغزة ومرتفعات الجولان والحرب في لبنان وضم القدس.
- 1984:
  - 11 ديسمبر: القرار 39/49: تقرير لجنة ممارسة الشعب الفلسطيني لحقوقه غير القابلة للتصرف (CEIRPP).
  - 14 ديسمبر: القرارات 39/95: تقرير اللجنة الخاصة للتحقيق في الممارسات الإسرائيلية التي تمس حقوق الإنسان لسكان الأراضي المحتلة.
  - 14 ديسمبر: القرارات 39/99: تقرير الأونروا.
  - 14 ديسمبر: القرار 39/101: يطالب إسرائيل بعدم بناء قناة بين البحر الميت والبحر الأبيض المتوسط.
  - 17 ديسمبر: القرار 39/169: الأحوال المعيشية للشعب الفلسطيني في الأراضي الفلسطينية المحتلة.
  - 18 ديسمبر: القرار 39/223: مشاريع التنمية الاقتصادية في الأراضي الفلسطينية المحتلة.
  - 18 ديسمبر: القرار 39/224: مساعدة الشعب الفلسطيني.
- 1985:
  - 12 ديسمبر: القرار 40/96: تقرير لجنة ممارسة الشعب الفلسطيني لحقوقه غير القابلة للتصرف (CEIRPP).
  - 16 ديسمبر: القرارات 40/161: تقرير اللجنة الخاصة للتحقيق في الممارسات الإسرائيلية التي تمس حقوق الإنسان لسكان الأراضي المحتلة.
  - 16 ديسمبر: القرارات 40/165: تقرير الأونروا.
  - 16 ديسمبر: القرار 40/167: يقرر مراقبة قرار إسرائيل ببناء قناة بين البحر الميت والبحر الأبيض المتوسط.
  - 17 ديسمبر: القرار 40/169: مشاريع التنمية الاقتصادية في الأراضي الفلسطينية المحتلة.
  - 17 ديسمبر: القرار 40/170: مساعدة الشعب الفلسطيني.
  - 17 ديسمبر: القرار 40/201: الأحوال المعيشية للشعب الفلسطيني في الأراضي الفلسطينية المحتلة.
- 1986:
  - 2 ديسمبر: القرار 41/43: تقرير لجنة ممارسة الشعب الفلسطيني لحقوقه غير القابلة للتصرف (CEIRPP).
  - 3 ديسمبر: القراران 41/63: تقرير اللجنة الخاصة للتحقيق في الممارسات الإسرائيلية التي تمس حقوق الإنسان لسكان الأراضي المحتلة.
  - 3 ديسمبر: القراران 41/69: تقرير الأونروا.
  - 8 ديسمبر: القرار 41/181: مساعدة الشعب الفلسطيني.
- 1987:
  - 2 ديسمبر: القرار 42/66: تقرير لجنة ممارسة الشعب الفلسطيني لحقوقه غير القابلة للتصرف (CEIRPP).
  - 2 ديسمبر: القراران 42/69: تقرير الأونروا.
  - 8 ديسمبر: القرارات 42/160: تقرير اللجنة الخاصة للتحقيق في الممارسات الإسرائيلية التي تمس حقوق الإنسان لسكان الأراضي المحتلة.
  - 11 ديسمبر: القرار 42/166: مساعدة الشعب الفلسطيني.
  - 11 ديسمبر: القرار 42/190: الأحوال المعيشية للشعب الفلسطيني في الأراضي الفلسطينية المحتلة.
- 1988:
  - 20 أبريل: القرار 43/233: التعبير عن الصدمة لقتل مدنيين فلسطينيين في نحالين.
  - 3 نوفمبر: القرار 43/21: انتفاضة الشعب الفلسطيني.
  - 6 ديسمبر: القرارات 43/57: تقرير الأونروا.
  - 6 ديسمبر: القرارات 43/58: تقرير اللجنة الخاصة للتحقيق في الممارسات الإسرائيلية التي تمس حقوق الإنسان لسكان الأراضي المحتلة.
  - 7 ديسمبر: القرار 43/65: الدعوة إلى إنشاء منطقة خالية من الأسلحة النووية في الشرق الأوسط.
  - 15 ديسمبر: القرار 43/175: تقرير لجنة ممارسة الشعب الفلسطيني لحقوقه غير القابلة للتصرف (CEIRPP).
  - 15 ديسمبر: قرار الجمعية العامة للأمم المتحدة 43/176: مؤتمر السلام الدولي ؛ مبادئ السلام
  - 15 ديسمبر: قرار الجمعية العامة للأمم المتحدة 43/177: يقر بإعلان دولة فلسطين في 15 نوفمبر 1988.
  - 20 ديسمبر: القرار 43/178: مساعدة الشعب الفلسطيني.
- 2004:
  - 6 مايو: قرار الجمعية العامة للأمم المتحدة 58/292: أكّد أنّ وضع دولة فلسطين محتلة منذ 1967.
- 2009
  - 16 يناير 2009: قرار الجمعية العامة للأمم المتحدة ES-10/18: تنفيذ قرار مجلس الأمن رقم 1860، الذي يدعو إلى وقف فوري لإطلاق النار، وانسحاب القوات الإسرائيلية من غزة، وتوزيع المساعدات الإنسانية دون عوائق
- 2011:
  - 22 ديسمبر: قرار الجمعية العامة للأمم المتحدة 66/225: السيادة الدائمة للشعب الفلسطيني في الأرض الفلسطينية المحتلة.
- 2012:
  - 29 نوفمبر: قرار الجمعية العامة للأمم المتحدة 67/19: جعل فلسطين دولة مراقبة غير عضو.
- 2017:
  - 21 ديسمبر: قرار الجمعية العامة للأمم المتحدة دإط-10/19: انتقاد السياسة الأمريكية بشأن القدس
- 2018:
  - 13 يونيو: قرار الجمعية العامة للأمم المتحدة دإط-10/L.23: انتقاد الرد الإسرائيلي على احتجاجات غزة الحدودية 2018–19.
  - 16 أكتوبر: قرار الجمعية العامة للأمم المتحدة 73/5: تعيين فلسطين رئيسة لدورات مجموعة الـ77 لعام 2019.
- 2023:
  - 27 أكتوبر: قرار الجمعية العامة للأمم المتحدة دإط-10/21: ينتقد تصرفات حماس في الحرب الفلسطينية الإسرائيلية.
  - 12 ديسمبر: قرار الجمعية العامة للأمم المتحدة دإط-10/22: يدعو إلى إيقاف طلق فوري لإطلاق النار وإطلاق سراح الرهائن في الحرب الفلسطينية الإسرائيلية.
- 2024:
  - 10 مايو: قرار الجمعية العامة للأمم المتحدة دإط-10/23: ترقية حقوق دولة فلسطين في الأمم المتحدة كدولة مراقبة.